# Thierry Vigneron
Thierry Vigneron (* 9. März 1960 in Gennevilliers) ist ein ehemaliger französischer Leichtathlet und ehemaliger Weltrekordler im Stabhochsprung.
Insgesamt stellte Vigneron fünf Mal einen Weltrekord auf. Zum ersten Mal gelang ihm dies am 1. Juni 1980, als er in Colombes (Frankreich) 5,75 Meter hoch sprang. Nur 28 Tage später bestätigte er diese Marke in Lille. Im Juni 1980 folgten dann, nachdem er in der Zwischenzeit den Weltrekord an den Polen Władysław Kozakiewicz verloren hatte, 5,80 Meter. Nur sechs Tage später verlor Vigneron jedoch wieder den Weltrekord. Am 1. September 1983 übersprang er schließlich bei der Golden Gala in Rom 5,83 Meter. Das Jahr 1983 war dann schließlich das einzige Jahr, das mit Vigneron als Weltrekordler zu Ende ging. Allerdings war es nicht sein letzter. Bei der Golden Gala 1984 erzielte er wie im Vorjahr einen neuen Weltrekord. Mit 5,91 Metern toppte er Serhij Bubka (UdSSR), der 18 Tage zuvor 5,90 Meter übersprungen hatte. Bubka legte dann aber noch im selben Wettbewerb einen drauf und schraubte den Weltrekord auf 5,94 Meter. Nach Vigneron gelang es bis 2014 nur noch Bubka, einen Weltrekord im Stabhochsprung aufzustellen (zuletzt 6,14 Meter im Jahr 1994). 
Vigneron war der erste Stabhochspringer, der die Latte auf 6,00 Meter legen ließ. Diese Höhe wählte er, nachdem er am 1. September 1983 den Weltrekord bei der Golden Gala 1983 in Rom mit 5,83 Metern erzielt hatte, als nächste Höhe. An den sechs Metern scheiterte er allerdings in allen drei Versuchen.
Weitere Erfolge feierte Vigneron bei internationalen Titelkämpfen. Bei den Olympischen Spielen 1984 in Los Angeles holte er Bronze. Das Stadio Olimpico in Rom erwies sich zudem nach den beiden Weltrekorden auch bei den Weltmeisterschaften 1987 als gutes Pflaster. Hier holte der Franzose Silber hinter Serhij Bubka.
1996 verabschiedete sich Vigneron vom aktiven Sport und widmet sich in Aquitanien der Jugendarbeit.